# جولييان فرنانديز (لاعب كرة قدم)
جولييان فرنانديز هو لاعب كرة قدم أرجنتيني، ولد في 3 يناير 2004 في الأرجنتين.